# Mechanics Bank Arena
La Mechanics Bank Arena est une salle polyvalente située à Bakersfield, en Californie. Situé au centre-ville, à l'angle de Truxtun Avenue et de N Street, elle a été construite en 1998 et était à l'origine connu sous le nom de Centennial Garden. La Mechanics Bank, basée à Bay Area, détient les droits de dénomination depuis septembre 2019, à la suite de sa fusion avec Rabobank NA.

## Histoire
L'arène accueille les Condors de Bakersfield, une équipe de hockey sur glace de la Ligue américaine de hockey, et, à l'occasion, les matchs de basket masculin de la NCAA Division I de l'Université d'État de Californie, les Roadrunners de Bakersfield. La salle accueille également le tournoi de lutte de la Fédération interscolaire de Californie, qui se tient le premier week-end de mars. En tant que lieu de concert, l'arène peut accueillir de 6 400 personnes jusqu'à 10 225 personnes pour des spectacles. La superficie totale de l'arène est de 1 600 m2.
Le hall sud de la Mechanics Bank Arena est le lieu d'exposition du Bob Elias Kern County Sports Hall of Fame, qui honore les athlètes et les personnes impliquées dans le sport de Bakersfield et du comté de Kern,,. Il comprend des athlètes de renommée nationale, des entraîneurs locaux et d'autres personnes qui ont apporté une contribution significative au sport. Une exposition séparée dans le hall ouest honore les fondateurs de Bakersfield et du comté de Kern, ainsi que la légende de la musique country Buck Owens et les athlètes et dignitaires actuels de Bakersfield et du comté de Kern.
Le Mechanics Bank Theater and Convention Center, une salle d'exposition de 1 657 m2 et un théâtre de 3 000 places, est attenant à l'arène. Le complexe était à l'origine connu sous le nom de Bakersfield Civic Auditorium (ouvert en 1962) et a ensuite été rebaptisé Bakersfield Convention Center dans les années 1980,.
En face de l'arène se trouve un parc municipal, Centennial Plaza, qui possède une grande fontaine qui s'écoule sur le béton de la place, une scène, une fontaine à sculptures, des œuvres d'art et des briques commémorant le centenaire de la ville de Bakersfield en tant que ville incorporée en 1998,.
Elle a été baptisée Centennial Garden en 1998 par le résident local Brian Landis.